# Soroavisaurus
Soroavisaurus australis
Genre
Espèce
Soroavisaurus est un genre éteint d'oiseaux préhistoriques à dents de la famille des Avisauridae, qui a vécu à la fin du Crétacé supérieur en Amérique du Sud, au cours du Maastrichtien, soit il y a environ entre 72,2 et 66,0 millions d'années.
Une seule espèce est rattachée au genre : Soroavisaurus australis, décrite en 1993 par Luis M. Chiappe. 

## Étymologie
Son nom de genre Soroavisaurus combine le mot latin soror, « sœur », associé au grec ancien « saûros » qui signifie « lézard » pour donner « lézard sœur » indiquant qu'il était considéré par son inventeur comme un « sister group » (groupe frère en français) d'Avisaurus. Le nom spécifique australis indique sa provenance de l'hémisphère sud. 

## Découverte
Plusieurs tarsométatarses d'énantiornithes, des os homologues du tarse (cheville) et du métatarse (pied) des mammifères fréquemment conservés sous forme fossile chez les oiseaux, ont été découverts dans la formation géologique maastrichtienne de Lecho dans la province de Salta au nord-ouest de l'Argentine. Ils ont fait l'objet d'une publication en 1993 de Chiape qui a érigé trois genres nouveaux : Yungavolucris brevipedalis, Lectavis bretincola et Soroavisaurus australis.
Le matériel fossile de S. australis se limite à un tarsométatarse gauche, référencé PVL-4048, et à un métatarse I avec des phalanges, d'abord décrit en 1985 comme appartenant à Avisaurus sp. par Brett-Surman et Paul.

## Description
Thomas Holtz (2011) estime que la taille de l'animal est comparable à celle d'un poulet.

## Classification
Pour J. Atterholt et ses collègues en 2018, Soroavisaurus est un membre de la famille des Avisauridae, qu'ils placent dans la branche sud-américaine de ce clade en compagnie de deux autres genres : Neuquenornis (Chiappe et Calvo, 1994) et Intiornis (Novas, Agnolín & Scanferla, 2010). Trois autres genres, nord-américains, complètent la famille : Avisaurus (Brett-Surman et Paul, 1985), Mirarce Atterholt et al., 2018 et Gettyia Atterholt et al., 2018. 

### Cladogramme
Leur cladogramme ci-dessous montre la position de Soroavisaurus et souligne aussi la dichotomie entre les genres sud-américains en haut, et les nord-américains en bas :
|  | Soroavisaurus                                              |
|  |                                                            |
|  | \| \| Neuquenornis \| \| \| \| \| \| Intiornis \| \| \| \| |
|  |                                                            |
|  | Neuquenornis                                               |
|  |                                                            |
|  | Intiornis                                                  |
|  |                                                            |

|  | Neuquenornis |
|  |              |
|  | Intiornis    |
|  |              |

|  | Avisaurus                                           |
|  |                                                     |
|  | \| \| Mirarce \| \| \| \| \| \| Gettyia \| \| \| \| |
|  |                                                     |
|  | Mirarce                                             |
|  |                                                     |
|  | Gettyia                                             |
|  |                                                     |

|  | Mirarce |
|  |         |
|  | Gettyia |
|  |         |

|  | Soroavisaurus                                              |
|  |                                                            |
|  | \| \| Neuquenornis \| \| \| \| \| \| Intiornis \| \| \| \| |
|  |                                                            |
|  | Neuquenornis                                               |
|  |                                                            |
|  | Intiornis                                                  |
|  |                                                            |

|  | Neuquenornis |
|  |              |
|  | Intiornis    |
|  |              |

|  | Avisaurus                                           |
|  |                                                     |
|  | \| \| Mirarce \| \| \| \| \| \| Gettyia \| \| \| \| |
|  |                                                     |
|  | Mirarce                                             |
|  |                                                     |
|  | Gettyia                                             |
|  |                                                     |

|  | Mirarce |
|  |         |
|  | Gettyia |
|  |         |